# Сайфулин, Геннадий Рашидович
Генна́дий Раши́дович Сайфу́лин (род. 23 февраля 1941, Москва) — советский и российский актёр театра и кино, театральный режиссёр. Заслуженный артист РСФСР (1988).

## Биография
Родился 23 февраля 1941 года в Москве. По национальности — татарин.
В 1961 году окончил студию при Центральном детском театре и был принят в труппу этого театра, где играл в спектаклях «Друг мой Колька» и «Цветик-семицветик».
С 1963 года — актёр Московского государственного театра имени Ленинского комсомола.
С 1967 года — в Московском драматическом театре на Малой Бронной, где сыграл более сорока ролей.
Сайфулин – замечательный театральный актёр. Начинал в Детском театре, потом Ленком, потом Малая Бронная. Он сыграл лучшие свои роли в спектаклях знаменитого Анатолия Эфроса. Я помню эти спектакли, и я помню, как невозможно было попасть на них: «Дон Жуан», «Отелло», ну и конечно, наверное, Монблан актёрского вдохновения, — там какая-то магия была, амальгама Эфроса и Сайфулина, — это спектакль «Брат Алёша» по Достоевскому, где Геннадий Рашидович сыграл Алёшу. — Андрей Житинкин.
С 1980 года Сайфулин работает как режиссёр. На сцене Театра на Малой Бронной им поставлены спектакли «Если…» Самуила Алёшина, «Пять романсов в старом доме» Владимира Арро, «Одна калория нежности» Георгия Данаилова, «Белые ночи» Ф. М. Достоевского и другие. Среди постановок в других театрах — «Измена» Гарольда Пинтера в Московском драматическом театре «Et cetera», «Любовник» Гарольда Пинтера в «Театре Луны», «Корсиканка» по пьесе Иржи Губача в Государственном театре киноактёра, «Сцены супружеской жизни» И. Бергмана на сцене Государственного культурного центра-музея В. С. Высоцкого.

## Творчество

### Фильмография
| Год  |   | Название                             | Роль                                                       |
| ---- | - | ------------------------------------ | ---------------------------------------------------------- |
| 1955 | ф | Дым в лесу                           | Володя Курнаков                                            |
| 1956 | ф | Бессмертный гарнизон                 | Коля Батурин                                               |
| 1959 | ф | Муму                                 | Антропка, форейтор                                         |
| 1961 | ф | В трудный час («Под Москвой»)        | Зинялкин                                                   |
| 1962 | ф | Двое в степи                         | Тюлькин                                                    |
| 1963 | ф | Приходите завтра                     | друг Кости                                                 |
| 1963 | ф | Если ты прав…                        | Гена, механик телеателье                                   |
| 1965 | ф | Пакет                                | Заварухин, комиссар особого отряда                         |
| 1967 | ф | Хроника пикирующего бомбардировщика  | Сергей Архипцев, командир экипажа                          |
| 1968 | ф | Три дня Виктора Чернышёва            | Николай                                                    |
| 1969 | ф | Сотвори бой                          | Иван Полесский, фехтовальщик, чемпион мира                 |
| 1969 | ф | Про Клаву Иванову                    | Пётр Спирин                                                |
| 1969 | ф | Комендант Лаутербурга                | Гоша                                                       |
| 1970 | ф | Городской романс                     | Костя, врач, приятель Евгения Никитина                     |
| 1970 | ф | Моя улица                            | Борис Забродин                                             |
| 1972 | ф | Красные курсанты (фильм)             | Курсант Николай                                            |
| 1973 | ф | За облаками — небо                   | Алексей Иванович Седых, лётчик-испытатель                  |
| 1973 | ф | Истоки                               | Михаил Крупнов, сын Дениса, потомственный рабочий-сталевар |
| 1973 | ф | Разные люди                          | Леонид Волков, электрик в Эрмитаже                         |
| 1973 | ф | Крах инженера Гарина                 | Виктор Ленуар                                              |
| 1974 | ф | Последняя встреча                    | Павел Снегирёв, писатель                                   |
| 1975 | ф | Там, за горизонтом                   | Алексей Иванович Седых, лётчик-испытатель                  |
| 1975 | ф | Персональное дело                    | Павел Петрович, член бюро райкома комсомола                |
| 1976 | ф | День семейного торжества             | Виктор Савичев, старший сын Петра                          |
| 1976 | ф | По волчьему следу                    | начальник особого отдела                                   |
| 1977 | ф | Любовь Яровая                        | Грозной                                                    |
| 1978 | ф | Когда рядом мужчина                  | Имя персонажа не указано                                   |
| 1980 | ф | Большая—малая война                  | Нестор Иванович Махно                                      |
| 1980 | ф | Что можно Кузенкову?                 | Имя персонажа не указано                                   |
| 1983 | ф | Полоса везения                       | Имя персонажа не указано                                   |
| 1984 | ф | Маленькое одолжение                  | бывший муж третьей Галины Митрофановой                     |
| 1985 | ф | Битва за Москву                      | Дмитрий Данилович Лелюшенко, генерал-майор                 |
| 1985 | ф | Неудобный человек                    | Имя персонажа не указано                                   |
| 1985 | ф | О возвращении забыть                 | Малышев, замполит экипажа подводной лодки                  |
| 1985 | ф | Берега в тумане                      | поручик                                                    |
| 1986 | ф | Арифметика любви                     | Афанасий Кузьмич Таборов                                   |
| 1988 | ф | Западня                              | Имя персонажа не указано                                   |
| 1989 | ф | Стеклянный лабиринт                  | Алфимов («Алхимик»), бывший зэк, сосед «Серого»            |
| 1990 | ф | Враг народа — Бухарин                | Алексей Иванович Рыков                                     |
| 1990 | ф | Мир в другом измерении               | Валерий Сергеевич Кошкин                                   |
| 1990 | ф | Я объявляю вам войну                 | «Фома», главарь банды                                      |
| 1990 | ф | Возьми меня с собой                  | Имя персонажа не указано                                   |
| 1991 | ф | Номер «люкс» для генерала с девочкой | «Конопатый»                                                |
| 1992 | ф | Преступление не будет раскрыто       | Имя персонажа не указано                                   |
| 1993 | ф | Серые волки                          | Мальков                                                    |
| 1995 | ф | Под знаком Скорпиона                 | Генрих Григорьевич Ягода                                   |
| 2001 | с | Нина. Расплата за любовь             | Шепель                                                     |
| 2002 | с | Дронго                               | Владимир Владимирович                                      |
| 2003 | ф | Француз                              | генерал-полковник милиции, начальник Карпенко              |
| 2004 | с | Грехи отцов                          | Пётр Аркадьевич Столыпин                                   |
| 2005 | с | Горыныч и Виктория                   | Кирилл Иванович Лаптев («Дед»), майор                      |
| 2006 | с | Солдаты 7                            | Имя персонажа не указано                                   |
| 2007 | ф | И всё-таки я люблю                   | Горлов                                                     |
| 2008 | с | Воротилы                             | Бондарев                                                   |
| 2009 | ф | Тайная стража 2: «Смертельные игры»  | Владимир Николаевич Никольский                             |
| 2009 | ф | Первый отряд                         | Александр Немов                                            |
| 2011 | с | Наш космос                           | Никита Сергеевич Хрущёв                                    |
| 2011 | ф | Закон и порядок: Преступный умысел 4 | Генералов                                                  |
| 2013 | ф | Лесник: Продолжение истории          | Николай Васильевич Раев                                    |
| 2013 | с | Две зимы и три лета                  | Трофим Лобанов                                             |
| 2015 | с | Смешная жизнь                        | отец Виктора                                               |
| 2018 | с | Взрыв                                | отец Жени Беспалова                                        |

### Театральные работы

#### Центральный детский театр
- 1961—1963 — «Друг мой Колька»
- 1961—1963 — «Цветик-семицветик»

#### Московский государственный театр имени Ленинского комсомола
- 1963—1967 — «До свидания, мальчики!»
- 1963—1967 — «Судебная хроника»
- 1963—1967 — «Каждому своё»

#### Московский драматический театр на Малой Бронной
Актёр
- 1968 — «Платон Кречет» по одноимённой пьесе А. Корнейчука (режиссёр — А. Эфрос) — Стёпа
- 1970 — «Ромео и Джульетта» по одноимённой пьесе У. Шекспира (режиссёр — А. Эфрос) — Бенволио, племянник Монтекки и друг Ромео
- 1972 — «Брат Алёша» по пьесе Виктора Розова по мотивам романа «Братья Карамазовы» Ф. М. Достоевского (режиссёр — А. Эфрос) — Алексей Фёдорович Карамазов, младший брат Дмитрия и Ивана
- 1973 — «Дон Жуан» по комедии «Дон Жуан, или Каменный пир» Ж.-Б. Мольера (режиссёр — А. Эфрос) — Дон Карлос, брат Эльвиры (жены Дон Жуана)
- 1976 — «Отелло» по одноимённой пьесе У. Шекспира (режиссёр — А. Эфрос) — Кассио, лейтенант Отелло
- 1977 — «Обвинительное заключение» по пьесе Н. Думбадзе (режиссёр — Л. Дуров) — Реваз Накашидзе
- 1978 — «Если…» по одноимённой пьесе С. Алёшина (режиссёры — А. Дунаев, Г. Сайфулин) — Николай Малышев
- 1978 — «Веранда в лесу» по одноимённой пьесе И. Дворецкого (режиссёр — А. Эфрос) — Морягин
- 1982 — «Весельчаки» по пьесе «Дураки» Н. Саймона (режиссёр — Л. Дуров) — староста
- 1983 — «Отпуск по ранению» по одноимённой повести В. Кондратьева (режиссёр — А. Дунаев) — Николай Егорович
- 1985 — «Солдатами не рождаются» по одноимённому роману К. Симонова — Левашёв
- 1990 — «Москва-Петушки» по одноимённой поэме в прозе В. Ерофеева — Семёныч
- 1999 — «Нижинский, сумасшедший Божий клоун» по пьесе Гленна Бламстейна (режиссёр — А. Житинкин) — Лев Самойлович Бакст, русский художник
- 2001 — «Метеор» по одноимённой комедии Ф. Дюрренматта (режиссёр — А. Житинкин) — Великий Мюггейм, земельный маклер и домовладелец, строительный магнат
- 2003 — «Анна Каренина» по одноимённому роману Л. Толстого (режиссёр — А. Житинкин) — Лавьер, адвокат[9]
- 2010 (по настоящее время) — «Ревизор» по одноимённой комедии Н. В. Гоголя (режиссёр — С. Голомазов; официальная премьера спектакля — 26 ноября 2010 года) — Аммос Фёдорович Ляпкин-Тяпкин, судья[10]
- 2012 (по настоящее время) — «Коломба, или „Марш на сцену!“» по пьесе «Коломба» Ж. Ануя (режиссёр — С. Голомазов; официальная премьера спектакля — 8 марта 2012 года) — Дюбарта, актёр[11]
- 2017 (по настоящее время) — «Салемские ведьмы» по пьесе «Суровое испытание» А. Миллера (режиссёр — С. Голомазов; официальная премьера спектакля — 20 апреля 2017 года) — Джайлс Кори, фермер[12]

Режиссёр
- 1978 — «Если…» по одноимённой пьесе С. Алёшина (режиссёры — А. Дунаев, Г. Сайфулин)[5].
- 1983 — «Пять романсов в старом доме» по одноимённой пьесе В. Арро (режиссёры — А. Дунаев, Г. Сайфулин)[5].
- 1987 — «Одна калория нежности» по пьесе Г. Данаилова (режиссёр — Г. Сайфулин)[5].
- 2017 — «Белые ночи» по одноимённой повести Ф. М. Достоевского (режиссёр — Г. Сайфулин; официальная премьера спектакля — 5 февраля 2017 года). Геннадий Сайфулин, пятьдесят лет назад пришедший работать в Театр на Малой Бронной, посвятил этот спектакль своему учителю, выдающемуся режиссёру Анатолию Эфросу[5][13][14].

#### Московский драматический театр «Et cetera»
Актёр
- 1994 — «Измена» по пьесе Гарольда Пинтера (режиссёр — Геннадий Сайфулин; премьера спектакля — 14 декабря 1994 года) — официант[6]

Режиссёр
- 1994 — «Измена» по пьесе Гарольда Пинтера (режиссёр — Геннадий Сайфулин; премьера спектакля — 14 декабря 1994 года)[6].

#### Московский «Театр Луны»
Режиссёр
- 1996 — «Любовник» по пьесе Гарольда Пинтера (режиссёр — Геннадий Сайфулин; премьера спектакля — 9 декабря 1996 года)[7].

#### Государственный театр киноактёра(Москва)
Режиссёр
- 2001 — «Корсиканка» по пьесе Иржи Губача (режиссёр — Геннадий Сайфулин; премьера спектакля — 13 июня 2001 года)[7].

## Признание

### Государственные награды
- 1988 — почётное звание «Заслуженный артист РСФСР» — за заслуги в области искусства.
- 1996 — Орден Дружбы — за заслуги перед государством, большой вклад в укрепление дружбы и сотрудничества между народами, многолетнюю плодотворную деятельность в области культуры и искусства[15].
- 2017 — Почётный деятель искусств города Москвы[16].
- 2021 — Орден Почёта — за большие заслуги в развитии отечественной культуры и искусства и многолетнюю плодотворную деятельность[17]